# フィウーメ自由国

フィウーメ自由国
Stato libero di Fiume (イタリア語)
Fiumei Szabad Állam (ハンガリー語)
Freistaat Fiume (ドイツ語)
Slobodna Država Rijeka (クロアチア語)

フィウーメ自由国の地図
（深緑の部分は元々のハンガリーにおけるフィウーメ地区）

フィウーメ自由国（フィウーメじゆうこく、イタリア語: Stato libero di Fiume、発音 [ˈfjuːme]）は、1920年から1924年の間に存在した独立自由都市である。その領土の28 km2 (11 sq mi)は、北はフィウーメ市（現在のリエカ、クロアチア）と農村部、西はイタリア王国に繋がる回廊で構成されていた。
フィウーメが初めて自治を獲得したのは、1719年に神聖ローマ皇帝カール6世の勅令によって神聖ローマ帝国の自由港に指定された時である。女帝マリア・テレジアの治世の1776年にハンガリー王国に譲渡され、1779年にはハンガリー王国内の「corpus separatum」という地位を獲得した。1848年にクロアチアのバン（副王）ヨシップ・イェラチッチに占領され、一時自治権を失ったが、1868年にハンガリー王国に復帰し、再び「corpus separatum」として自治権を取り戻した。
19世紀、都市は様々な人種の人が住み着くようになり、そのうち大多数はイタリア人で、他にはクロアチア人やハンガリー人などがいた。当時、「国籍」は主に言語によって決定されていたため、国勢調査によって各自の所属する国が変わった。公用語はイタリア語、ハンガリー語、ドイツ語であった。ビジネス文書のほとんどはイタリア語でやり取りされ、ほとんどの家庭では、ヴェネト語にクロアチア語を少し混ぜた方言が話されていた。都市郊外の田舎では、イタリア語やヴェネト語の単語を多く含む特殊なクロアチア語チャ方言が話されていた。

## 余波
第二次世界大戦でイタリアが降伏すると、「リエカ問題」が再浮上した。1944年、市民グループがフィウメ、スシャク、イリルスカ・ビストリツァの3邦から成る連合国家の設立を提言する「リブルニア覚書」を発表した。クルク島（Veglia）、ツレス島（Cherso）、ロシニ島（Lussino）も同様にその連合国家に入ることになる。亡命政府のザネッラは、依然としてフィウーメ自由国の再確立をめざしていた。